# La Chrysalide et le Papillon d'or
La Chrysalide et le Papillon d'or, známý také pod názvy La Chrysalide et le Papillon či Le Brahmane et le Papillon, je francouzský němý film z roku 1901. Režisérem je Georges Méliès (1861–1938). Film trvá zhruba dvě minuty.

## Děj
Bráhman přivolá pomocí hraní na svou flétnu velkou housenku, kterou vloží do kukly. Z ní vyletí motýlí žena, do které se zamiluje. Chytí ji do přikrývky, čímž ji promění v arabskou princeznu, která ho za pokračující obtěžování přemění ve velkou housenku.